# Chanodichthys mongolicus
Chanodichthys mongolicus är en fiskart som först beskrevs av Basilewsky, 1855.  Chanodichthys mongolicus ingår i släktet Chanodichthys och familjen karpfiskar. IUCN kategoriserar arten globalt som livskraftig. Inga underarter finns listade i Catalogue of Life.